# Ted Kramolc
Božidar Ted Kramolc, slovenski pisatelj in slikar, * 27. marec 1922, Podgora pri Šentvidu, Ljubljana, † 3. september 2013, Toronto, Kanada.

## Življenje in delo
Že med šolanjem na ljubljanski realki se je odločil za poklic slikarstva, a mu je študij slikarstva v Pragi preprečila vojna, zato se je vpisal na študij arhitekture pri profesorju Jožetu Plečniku. Obiskoval je razne zasebne slikarske šole pri Božidarju Jakcu, Matiji Šviglju, Mateju Sternenu in Marjanu Tršarju. Dvakrat je bil poslan v koncentracijsko taborišče Gonars. 
Tik pred koncem vojne je skupaj z bratom Nikom odšel iz Slovenije na Koroško, od koder je leta 1948 odpotoval v Kanado. Tam se je po obveznem enoletnem delu na železnici vpisal na Umetnostno akademijo v Ontariu. Po končanem študiju je dolgo opravljal delo oblikovalca notranje opreme v pomembnem kanadskem biroju. Za seboj ima vrsto samostojnih in skupinskih razstav v Kanadi in ZDA. Trideset let je poučeval ljubiteljske slikarje v kulturnem centru v Torontu.